# Mesalocerus
Mesalocerus is een kevergeslacht uit de familie van de boktorren (Cerambycidae). De wetenschappelijke naam van het geslacht werd voor het eerst geldig gepubliceerd in 2015 door Vitali.

## Soorten
Mesalocerus is monotypisch en omvat slechts de volgende soort:
- Mesalocerus tetropoides Vitali, 2015